# Mikuláš Dzurinda
Mikuláš Dzurinda (nacido el 4 de febrero de 1955) es un político eslovaco. Fue el primer ministro del gobierno de Eslovaquia desde el 30 de octubre de 1998 hasta el 4 de julio de 2006, con una reelección en octubre de 2002. Fue el fundador y líder de la Coalición Democrática Eslovaca (en eslovaco Slovenská demokratická koalícia, SDK) y de la Unión Demócrata y Cristiana Eslovaca-Partido Democrático (Slovenská demokratická a kresťanská únia, SKDÚ). Desde febrero de 2002 hasta 2004, su partido formó un gobierno de coalición con el Movimiento Democrático Cristiano (Kresťanskodemokratické hnutie, KDH), con la Alianza de Nuevos Ciudadanos (Aliancia Nového Občana, ANO) y con el Partido de la Coalición Húngara (en húngaro Magyar Koalíció Pártja, MKP).

## Carrera política
Durante el gobierno de Vladimír Mečiar, en el año 1997, cinco partidos opositores —el Movimiento Democrático Cristiano/KDH, el Partido Democrático/DS, la Unión Democrática/DU, el Partido Socialdemócrata de Eslovaquia/SDSS y el Partido Verde de Eslovaquia/SZS— formaron la Coalición Democrática Eslovaca, SDK. Dzurinda fue nombrado portavoz de la coalición, y más tarde, el 4 de julio de 1998, su secretario general.
Dzurinda fue nombrado primer ministro de Eslovaquia por primera vez el octubre de 1998, después de haber liderado la coalición opositora SDK, y tras disputar el gobierno a Vladimír Mečiar en las urnas.
En enero de 2000 la coalición gobernante fue reestructurada, con la creación de la Unión Democrática y Cristiana de Eslovaquia, SDKU. En las elecciones internas del partido, en marzo de 2002, Dzurinda fue confirmado como líder de cara a las elecciones generales de 2002. En dichas elecciones fue reelegido como primer ministro, formando gobierno hasta 2004 con el SMK, el KDH y el ANO.
En las elecciones generales de 2006 la SDKU quedó en segunda posición, con algo más del 18 por ciento de los votos, por detrás del Dirección-Socialdemocracia (Smer - Sociálna Demokracia, SMER). Con la renuncia a formar una nueva coalición de derechas, con el apoyo del partido de Vladimír Mečiar, el Movimiento por una Eslovaquia Democrática, fue nombrado primer ministro el izquierdista Robert Fico, líder del SMER.
Mikuláš Dzurinda es Miembro Honorario de la Fundación Internacional Raoul Wallenberg.